# Progona pallida
Progona pallida är en fjärilsart som beskrevs av Heinrich Benno Möschler 1890. Progona pallida ingår i släktet Progona och familjen björnspinnare. Inga underarter finns listade i Catalogue of Life.